# Mazama nana
Mazama nana (лат.) — один из видов мазам, обитающий в лесах Южной Америки.

## Описание
Высота в холке составляет 45 см, а вес животного не превышает 15 кг.
Окраска очень похожа на большого мазаму, но более однородная и почти не имеет участков на теле беловатого цвета, будучи полностью красновато-коричневой. Ноги пропорционально короткие.

## Распространение
Этот вид встречается на юго-востоке Парагвая, на севере провинции Мисьонес в Аргентине, а также в бразильских штатах Минас-Жерайс (крайний юг), Сан-Паулу (кроме Серра-ду-Мар), Мату-Гросу-ду-Сул (юг и юго-восток), Парана, Санта-Катарина и Риу-Гранде-ду-Сул (север). Однако, это распределение не согласуется с происхождением дефицитного материала в бразильских научных сборниках, которые ограничивают его распространение на северо-запад от Сан-Паулу (южнее г. Паранапанема), Парана, Санта-Катарина и к северу от Риу-Гранде-ду Сул. Недавние и исторические данные свидетельствуют о том, что M. nana связан с влажными лесами араукарии (смешанные с Ombrophilous) и его экотоном с соседними экорегионами.
Нет никакой конкретной информации о его ареале, поведении или питании, которые, вероятно, аналогичны другим видам рода Mazama, в том числе: ночной одиночный территориальный образ жизни с небольшим ареалом.
Отсутствие данных об особенностях размножения подтверждает необходимость углублённого изучения вида. Беременность длится около семи месяцев.

## Использование
Этот вид используется локально для питания. Малые субпопуляции по-прежнему сохраняются в фрагментах леса среди сельскохозяйственных ландшафтов, их численность не уменьшается. Изоляция субпопуляций вызвана потерей среды обитания в прошлом и является главной угрозой для поддержания других субпопуляций в настоящее время. Раздробленность имеет тенденцию к увеличению из-за охоты, хищничества собак, подверженности болезням домашних животных, а также постепенной деградации малых лесных фрагментов. Цитогенетический анализ этого вида выявил широкий внутривидовой полиморфизм хромосом, который может повлиять на устойчивость репродуктивной эффективности. В Парагвае субпопуляции также находятся под угрозой из-за потери среды обитания. Одной из основных проблем сохранения является охота, в основном в провинциальных парках и частных лесах. Кроме того, строительство дорог увеличило количество столкновений с транспортом, и это может повлиять на субпопуляции.